# Juan Sumulong

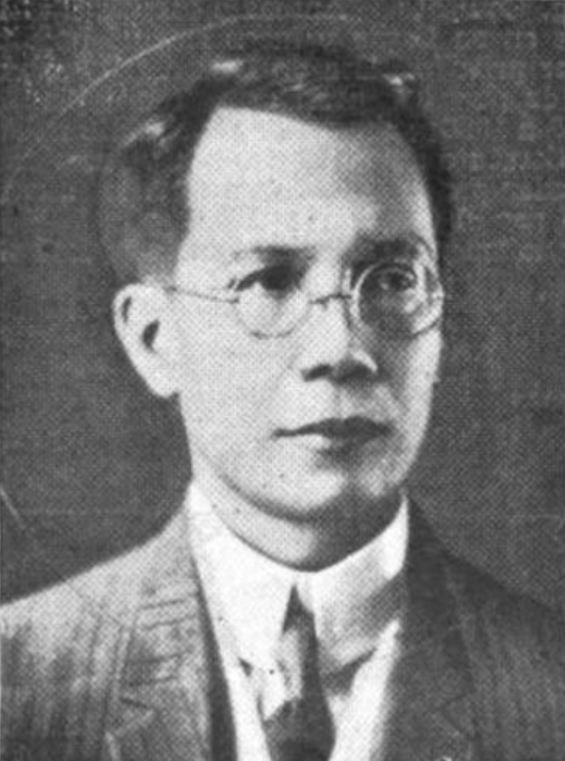
Juan Sumulong

Juan Sumulong (Antipolo, 27 december 1875 – 9 januari 1942) was een Filipijns politicus. Hij was van 1925 tot 1935 lid van de Filipijnse Senaat en nam het bij de presidentsverkiezingen van 1941 zonder succes op tegen zittend president Manuel Quezon.
Sumulong is de grootvader van voormalig president van de Filipijnen Corazon Aquino.

## Biografie
Juan Sumulong werd op 27 december 1875 geboren in Antipolo als zoon van Arcadia Marquez en Policarpio Sumulong, een landbouwer die zich opwerkte tot Capitan Municipal (burgemeester). Hij behaalde een Bachelor of Arts-diploma aan het Colegio de San Juan de Letran in Manilla en begon daarna aan een rechtenstudie aan de University of Santo Tomas. Hij het uitbreken van de Filipijnse Revolutie besloot hij zich bij de revolutionaire beweging aan te sluiten en nadat de vijandigheden voorbij waren ging hij aan het werk als privésecretaris van de Filipijnse gouverneur van de provincie Morong. Op 5 juni 1901 was hij een van de deelnemers bij een bijeenkomst waar de fusie van Morong met enkele plaatsen van Manilla werd besproken. Sumulong was daar een van de voorstanders van de fusie, die uiteindelijk door zou gaan. De nieuwe provincie werd Rizal genoemd, naar de Filipijnse nationale held José Rizal.
Rond die tijd begon hij ook zijn journalistieke werk, toen hij bij “La Patria” ging werk als verslaggever. Na drie maanden werd hij er redacteur. Ook zou hij werken als politiek analist en redacteur voor “La Democratia”, de officiële uitgave van de Federal Party.
Nadat hij zijn rechtendiploma had behaald en was geslaagd voor zijn toelatingsexamen voor de Filipijnse balie, ging hij werken als advocaat. Daarnaast gaf hij nog les in Constitutioneel Recht aan de Escuela de Derecho. In een van zijn meer opvallende rechtszaken verdedigde hij samen met collega Rafael Palma met succes de krant “La Renacimiento”. Deze krant had het wangedrag van enkele Amerikaanse militairen aan de kaak gesteld en was daarop aangeklaagd wegens smaad. Ook kreeg hij samen met dezelfde Palma voor elkaar dat Isabelo de los Reyes, die een vakbond had opgericht en daarmee een staking had georganiseerd een pardon kreeg van gouverneur-generaal William Howard Taft. In 1906 werd hij benoemd tot rechter van het “Court of First Instance”. Twee jaar later tot rechter van de “Court of Land Registration”.
Rond deze tijd begon ook de politieke carrière van Sumulong toen hij op 30 juli 1907 namens de partij Partido Nacional Progresista deelnam aan de verkiezingen voor de eerste Philippine Assembly. Hij verloor echter van een kandidaat van de Nacionalista Party. Van 1909 tot 1913 was Sumulong wel lid van de Philippine Commission, het orgaan dat in die dagen de uitvoerende en wetgevende macht had. In 1916 deed hij mee aan de senaatsverkiezingen, maar verloor opnieuw van een Nacionalista. Door de overmacht van de Nacionalista Party besloot zijn partij in augustus 1917 samen te gaan met de Partido Democrata Nacional tot de Demokrata Party. Twee jaar later werd Sumulong de president van deze partij. In 1923 verloor hij opnieuw een verkiezingen voor een senaatszetel, maar in 1925 was hij wel succesvol en werd hij voor zes jaar gekozen in de Senaat, namens het vierde senaatsdistrict. In 1931 werd hij herkozen voor een nieuwe termijn van drie jaar. Vlak voor deze verkiezingen trad hij af als president van de Demokrata Party, die daarna ook al snel ophield te bestaan. In 1934 werd hij voor de laatste maal gekozen als senator. Deze laatste termijn duurde slechts tot 1935, toen het tweekamerige parlement werd opgeheven door de oprichting van het Gemenebest van de Filipijnen zoals was bepaald in de nieuwe Grondwet van 1935 vervangen door een het National Assembly.
In 1941 nam Sumulong het bij de presidentsverkiezingen van dat jaar als enige serieuze tegenkandidaat op tegen de zittende president Manuel Quezon. Twee weken voor de verkiezingen kreeg hij tuberculose en hij zou tot zijn dood op 9 januari 1942 zijn bed niet meer uitkomen. De verkiezingen werden door Sumulong ruimschoots verloren.

## Familie Sumulong
Juan Sumulong was getrouwd met Maria Salome Sumulong, een verre achternicht, met wie hij elf kinderen kreeg. Vier van de kinderen stierven echter op jonge leeftijd. Zijn zoon Lorenzo Sumulong was ook jarenlang senator en zijn kleindochter Corazon Aquino was van 1986 tot 1992 president van de Filipijnen.